# Jigsaw Falling into Place
«Jigsaw Falling into Place» (с англ. — «Пазл встаёт на место»)－ песня английской рок-группы Radiohead, спродюсированная Найджелом Годричем. Композиция была выпущена как ведущий сингл с их седьмого студийного альбома In Rainbows (2007) 14 января 2008 года.
В 2024 году песня впервые за 15 лет была исполнена на концерте: Том Йорк сыграл её на своём сольном выступлении в Окленде, Новая Зеландия. 

## История создания
Группа «Radiohead» впервые выступила с песней «Jigsaw Falling on Place» во время тура в 2006 году; песня имела рабочее название «Open Pick». По словам Тома Йорка, в тексте рассказывается о ситуации, когда человек употребляет алкоголь, чтобы что-то забыть: «Когда вы часть группы людей, которые пытаются что-то массово забыть, то вы отчасти находитесь в приподнятом настроении. Но есть и более темная сторона». Адам Бакстон, режиссер музыкального клипа, сказал, что это песня о том, как «быть в городе в шумную субботнюю ночь».

## Релиз
«Jigsaw Falling into Place» была выпущена 14 января 2008 года как ведущий сингл с их седьмого студийного альбома In Rainbows (2007). Сингл был выпущен в Великобритании независимым лейблом XL Records. В первую неделю релиза он достиг 30 места в британском чарте синглов, это была самая низкая позиция «Radiohead» в чарте со времен «Lucky» в 1995 году. Несколько недель это была одна из 100 самых популярных песен на американском современном рок-радио, которая достигла позиции # 69.

## Критика
«Time» назвал «Jigsaw Falling on Place» пятой лучшей песней 2007 года. Журналист «Time» Джош Тиранджил похвалил «сжатость» и растущую интенсивность песни, которую он сравнил с пьесой из трех частей. Он охарактеризовал песню как «путешествие через флирт, завершение и сожаление, которое как можно ближе подходит к подведению итогов обреченных отношений за четыре минуты». Drowned in Sound описал песню как «достаточно легкую для прослушивания и косвенного потребления… но сложную композиционно под обманчиво простым внешним блеском для давних поклонников, от которых она может получить критику». В журнале Clash написано следующее: «Песня хороша, но, как и очень раскрученный альбом „In Rainbows“ , в музыкальном плане она (относительно) несерьезна». В 2016 году читатели Rolling Stone признали ее одной из лучших песен «Radiohead», выпущенных с 1990-х годов.
Наряду с песней Radiohead 2000 года «Everything In Its Right Place» песня «Jigsaw Falling into Place» вдохновила современного классического композитора Стива Райха на инструментальное произведение «Radio Rewrite» . Райх описал «Jigsaw Falling into Place» как «прекрасную песню» с «тщательно продуманным гармоническим движением».

## Видеоклип
В музыкальном видео участники группы «Radiohead» выступают в студии, где отснят материал с камер, прикрепленных к велосипедным шлемам. Режиссером видео был Адам Бакстон, продюсером － Гарт Дженнингс . Видеоклип был загружен на страницу «Radiohead» в YouTube 29 ноября 2007 года.

## Список треков
1. «Jigsaw Falling into Place» — 4:09
2. «Videotape» (Live from the Basement)[13] — 4:26

1. «Jigsaw Falling into Place» — 4:09
2. «Down Is the New Up» (Live from the Basement)[13] — 5:07
3. «Last Flowers» (Live from the Basement)[13] — 4:11

## Участники
- Колин Гринвуд
- Джонни Гринвуд
- Эд О’Брайен
- Филип Селуэй
- Том Йорк

Производство
- Стэнли Донвуд — обложка
- Найджел Годрич －производство, сведение, инжиниринг
- Дэн Греч-Маргерат － инжиниринг
- Боб Людвиг － мастеринг
- The Millennia Ensemble － струнные инструменты
- Хьюго Николсон — инжиниринг
- Грэм Стюарт －подготовка производства
- Ричард Вудкрафт － инжиниринг